# Josef Welzmüller
Josef Welzmüller (* 10. Januar 1990 in München) ist ein ehemaliger deutscher Fußballspieler. Der Abwehrspieler spielte von Juli 2014 bis Juni 2024 für die SpVgg Unterhaching.

## Karriere
Welzmüller spielte bis 2009 für den SB DJK Rosenheim. 2009 ging er zum Landesligisten SC Fürstenfeldbruck, mit dem er 2012 in die fünftklassige Bayernliga Süd aufstieg. Zur Saison 2012/13 wechselte er zum in der viertklassigen Regionalliga Bayern spielenden SV Heimstetten, bei dem er bald Stammspieler wurde. Im Sommer 2014 wurde er vom Drittligisten SpVgg Unterhaching verpflichtet.
Nach dem Abstieg der SpVgg in die Regionalliga im Sommer 2015 wurde Welzmüller Kapitän der Mannschaft und behielt das Amt über lange Jahre, auch nach dem zwischenzeitlichen Wiederaufstieg in die 3. Liga in den Jahren 2017 bis 2021. Allerdings plagten den Innenverteidiger wiederholt schwere Verletzungen, darunter allein drei Kreuzbandrisse; lange Auszeiten vom Spielbetrieb waren die Folge. Im Sommer 2024 beendete er seine Karriere und gab auch sein Amt als Technischer Direktor der SpVgg ab.

## Erfolge
Meister der Regionalliga Bayern 2017, 2023 mit SpVgg Unterhaching
Aufstieg in die 3. Liga  2017, 2023 mit SpVgg Unterhaching

## Sonstiges
Josef Welzmüller studierte Betriebswirtschaftslehre und promovierte 2023 zum Dr. rer. pol. Seine Drillingsbrüder spielen ebenfalls Fußball, Maximilian spielte ebenfalls für die SpVgg Unterhaching, Lukas für den SV Inning in der Kreisklasse Zugspitze Nord.